# Jean-Marie Cieleska
Jean-Marie Cieleska (Pompey, 19 de febrer de 1928 - Bourges, 5 de maig de 1998) va ser un ciclista francès que fou professional entre 1950 i 1960. Durant aquests anys aconseguí 23 victòries, destacant la Bordeus-París de 1958

## Palmarès
- 1952
  - 1r a Brigueil-le-Chantre
  - Vencedor d'una etapa al Circuit Loira-Ocean
- 1953
  - 1r al Circuit de Cher
  - 1r al Tour de Loiret
  - 1r al Gran Premi de Nantes
  - 1r a Montluçon
- 1954
  - 1r a Commentry
- 1955
  - 1r a Brigueil-le-Chantre
  - 1r al Circuit de Morbihan
  - 1r al Tour de Loiret
  - 1r a la París-Bourges
  - 1r a la París-Camembert
- 1956
  - 1r al Gran Premi d'Espéraza
  - 1r a Landivisiau
  - 1r a Foirs
  - 1r a la París-Valenciennes
  - Vencedor d'una etapa al Tour de Pircardia
- 1957
  - 1r al Tour de Loiret
  - 1r a Luzy
- 1958
  - 1r a Saint-Denis l'Hotel
  - 1r a la Bordeus-París
- 1959
  - 1r al Gran Premi d'Espéraza
- 1960
  - 1r als Boucles del Bas-Limousin

### Resultats al Tour de França
- 1951. Abandona (15a etapa)
- 1952. Abandona (8a etapa)
- 1954. 46è de la classificació general
- 1955. 47è de la classificació general